# La batalla de los sexos (película de 1928)
La batalla de los sexos ( título original, The Battle of the Sexes ) es una película de comedia estadounidense de 1928 dirigida por D. W. Griffith. Aunque la película no tiene diálogo audible, fue estrenada con una partitura musical sincronizada, canto y efectos sonoros utilizando tanto el proceso de sonido en disco como el proceso de audio en película. La película está protagonizada por Jean Hersholt, Phyllis Haver, Belle Bennett, Don Alvarado y Sally O'Neil. Fue producida por United Artists. La película fue un remake de Griffith de una película anterior que dirigió en 1914, protagonizada por Lillian Gish. Ambas películas están basadas en la novela The Single Standard, de Daniel Carson Goodman. El guion fue adaptado para esta producción por Gerrit J. Lloyd.
La película fue grabada utilizando el sistema de sonido en película Movietone, pero los discos se hicieron para aquellos teatros que sólo podían reproducir películas de sonido. En 2004, la película fue remasterizada en DVD por Image Entertainment sin su banda sonora original.

## Argumento
Marie Skinner (Phyllis Haver), una bella mujer, conoce J.C. Judson (Jean Hersholt), un magnate inmobiliario de mediana edad y casado que se enamora de ella al instante. Cuando su esposa (Belle Bennett) y sus hijos Ruth (Sally O'Neil) y Billy (William Bakewell) conocen las andanzas de su padre y esposo, J.C. se va de casa. A continuación, la hija de J.C. busca a Marie para dispararle, pero es detenida por el novio de Marie, Babe Winsor (Don Alvarado), que se muestra comprensivo. Más tarde, Babe y Marie van a protagonizar una violenta discusión, de la que es testigo Billy Judson. Cuando J.C. se entera, lleno de arrepentimiento, regresa a su hogar.

## Reparto
- Jean Hersholt : William Judson, el padre
- Phyllis Haver : Marie Skinner
- Belle Bennett : Mrs. Judson, la madre
- Sally O'Neil : Ruth Judson, la hija
- Don Alvarado : Babe Winsor, el novio de Marie
- William Bakewell : Billy Judson, el hijo
- John Batten : amigo de los Judson
- Rolfe Sedan : peluquero de Marie
- Harry Semels : peluquero de J.C.

## Música
La película contó con una canción temática titulada "Just a Sweetheart" con letra y música de Josef A. Pasternack, Nathaniel Shilkret y Dave Dreyer. Otra canción que apareció en la banda sonora fue titulada "Rose in The Bud" con música de Dorothy Forster y letras de Percy Barrow. Ambos títulos fueron grabados por Allen McQuhae para los registros de Brunswick y están disponibles en el Archivo de Internet.